# Gotardski bazni tunel
Gotardski bazni tunel (njem. Gotthard-Basistunnel, fra. Tunnel de base du Saint-Gothard, tal. Galleria di base del San Gottardo; eng. Gotthard Base Tunnel), skraćeno GBT (GBT), željeznički tunel kroz švicarske Alpe koji je službeno otvoren 1. lipnja 2016. i ima zakazanu komercijalnu službu od 11. prosinca 2016. godine. S duljinom dionice od 57,09 km i ukupno 151,84 km tunela, ocana i prolaza, ovo je najdulji i najdublji prometni tunel na svijetu te prva ravna trasa niske razine kroz Alpe.
Projekt se sastoji od dva tunela s po jednim kolosijekom i spaja Erstfeld (Uri) s Bodiom (Ticino) te prolazi ispod Sedruna (Graubünden). Dio je projekta AlpTransit, također poznatog i kao Nova željeznička veza kroz Alpe (NRLA), u koji je uključen i Lečberški bazni tunel (LBT) između kantona Bern i Valais te Čenerijski bazni tunel (CBT) koji će prema planu biti otvoren na jugu krajem 2020. godine. Zaobilazi Gotthardbahn, vijugavu planinsku dionicu otvorenu 1882. godine preko masiva Saint Gotthard, kojom se prije prometovalo u punom kapacitetu, te uspostavlja izravnu dionicu koju će moći rabiti vlakovi velike brzine i teški teretni vlakovi. Ovo je treći tunel koji spaja kantone Uri i Ticino nakon što je izgrađen Gotardski tunel (Gotthardtunnel) i Gotardski cestovni tunel (Gotthard-Strassentunnel).
Glavna namjena Gotardskog baznog tunela je povećati ukupni transportni kapacitet preko Alpa, osobito za teret na koridoru Rotterdam—Basel—Ženeva; preciznije, cilj je prebaciti velike količine tereta s cesta na željeznice kako bi se smanjio broj smrtonosnih nesreća i usporilo onečišćenje sredine koju izazivaju teški kamioni čiji broj neprestano raste. Druga korist će biti osiguravanje brže veze između kantona Ticino i ostatka Švicarske, kao i između sjeverne i južne Europe; put na trasi Zürich—Lugano—Milano će za putničke vlakove biti skraćen za oko jedan sat, a put od Lucernea do Bellinzone i do 1 sat i 25 minuta.
Nakon što je 64 % švicarskih glasača prihvatilo projekt Alptransit na referendumu iz 1992., gradnja tunela otpočela je 1996. godine. Operacije bušenja u istočnom tunelu su dovršene 15. listopada 2010. godine ceremonijom probijanja prenošenom uživo na švicarskoj televiziji, dok je bušenje zapadnog tunela dovršeno 23. ožujka 2011. godine. Alptransit Gotthard Ltd. planirao je tunel predati Švicarskim saveznim željeznicama (SBB CFF FFS) u operativnom stanju u prosincu 2016. 4. veljače 2014. ovaj rok je pomaknut na 5. lipnja 2016. godine te je pokrenut brojač na stranicama Alptransita koji je počeo po kalendaru odbrojavati 850 dana do otvaranja.  Ukupan trošak projekta iznosi oko 9 800 000 000 švicarskih franaka odnosno 10 300 000 000 američkih dolara.

## Pozadina
Dionica preko gotardskog prijevoja (ili kroz njegove tunele) jedan je od najvažnijih prolaza kroz Alpe na osi sjever—jug. Promet je porastao više nego desetorostruko od 1980. godine i postojeći tuneli su dovedeni do ruba svog kapaciteta. Drugi (predloženi) tunel trebao je biti izgrađen samo ako se obujam prometa poveća iznad jednog milijuna vozila godišnje. Ustvari, inženjer Giovanni Lombardi, odgovoran za izgradnju dodatog cestovnog tunela, dodao je kako je „... godinu nakon inauguracije, tunelom već prolazilo više od 2 500 000 vozila, do 2011. broj se povećao na oko 6 000 000 godišnje. Ali, obećanje je bilo zaboravljeno.”
Da bi se omogućio brži i ravniji prolaz kroz švicarske Alpe, GBT siječe gotardski masiv nekih 600 m ispod starijeg tunela. Na starijoj pruzi, Gotthardbahnu, samo vlakovi do 1.300 t pri vožnji s dvjema lokomotivama ili do 1.500 t s dodatnim guračkim motorom na kraju mogu prolaziti kroz uske planinske doline i kroz spiralne tunele koji se penju i do ulaza u stari tunel na visini od 1 100 m iznad razine mora.
Kroz Gotardski bazni tunel standardni teretni vlakovi do 3.600 t moći će prijeći ovu prirodnu preprjeku. Zbog konstantnog porasta međunarodnog kamionskog prometa, Švicarci su u veljači 1994. godine glasovali za promjenu politike transporta (engleski: Traffic Transfer Act, usvojen u listopadu 1999.).
Cilj zakona (kao i cilj GBT-a, koji zapravo predstavlja sredstvo kojim će se provesti sam zakon) predstavlja transport kamiona, prikolica i teretnih kontejnera između južne Njemačke i sjeverne Italije željeznicom kako bi se rasteretile opterećene ceste (riječ je o intermodalnom transportu tereta i takozvanom rolling highway gdje se cijeli kamion transportira) te ispunjavanje političkih zahtjeva za prebacivanjem što više tona tereta iz kamionskog transporta na transport vlakovima, što je i pisalo u Aktu o zaštiti Alpa (engleski: Alpine Protection Act) iz 1994. godine.
Putnički vlakovi kroz GBT mogu putovati brzinom do 250 km/h, čime se smanjuje vrijeme transalpskog putovanja vlakom za 50 minuta odnosno za jedan sat kada se dovrše susjedni Cimerberški (Zimmerberg-Basistunnel) i Čenerijski bazni tunel (Ceneri-Basistunnel) do otprilike 2030. godine.
Gotardski bazni tunel je 2016. godine postao najdulji željeznički tunel na svijetu. Ovo je treći švicarski tunel koji je ponio ovaj naslov, nakon Gotardskog tunela (Gotthardtunnel) i Simplonskog tunela (Simplontunnel) koji su svojedobno bili najdulji s 15 km (1882.) i 19,8 km (1905.) duljine, redom.

## Opis
Gotardski bazni tunel je, duljinom 57,09 km, najdulji željeznički tunel na svijetu, s geodetskom udaljenošću od 55,782 km između dvaju ulaza. Ovo je također prva ravna dionica kroz Alpe ili bilo koji drugi planinski lanac, s maksimalnom visinom od 549 m iznad razine mora. Također je i najdublji željeznički tunel na svijetu, s maksimalnom dubinom od približno 2 300 m, koja se može usporediti s dubinom najdubljih rudnika na Zemlji. Bez ventilacije, temperatura unutar planine doseže 46 °C.
Kao i dva druga tunela koja prolaze ispod Gottharda, Gotardski bazni tunel povezuje Alpsku dolinu Reusa (Urner Reustal) u kantonu Uri s dolinom Ticina (Leventina) u istoimenom kantonu; doline su razdvojene gotardskim prijevojem. Međutim, za razliku od ova dva i većine drugih tunela, Gotardski bazni tunel prolazi ispod nekoliko različitih planinskih masiva, od kojih su dva glavni poddijapazoni Alpa, glaruških Alpa i sentgotardskog masiva. Ovako je stvoren treći predjel smješten oko srednjeg dijela tunela: dolina Prednje Rajne (Surselva), između glaruških Alpa i gotardskog masiva u kantonu Graubünden. Tunel presijeca ova dva dijapazona u blizini prijevoja Chrüzli i Lukmanier. Dok su kantoni Uri i Ticino dio njemačkog odnosno talijanskog govornog područja Švicarske (redom), Surselva je uglavnom na retoromanskom govornom području.
Pošto Gotardski bazni tunel u potpunosti prosijeca Alpe, lanac koji ima jak utjecaj na klimu Europe i Švicarske pogotovo, na dva njegova kraja mogu vladati izrazito različiti vremenski uvjeti, a katkada razlika u temperaturi može doseći i puno više od 10 °C. U prosjeku, temperatura je 2—3 °C viša na južnoj strani nego na sjevernoj strani.
Sjeverni ulaz/izlaz leži sjeverno od i unutar ozemlja općine Erstfeld na nadmorskoj visini od 460 metara te istočno od Reussa. Tu tunel probija zapadne padine Bälmetena i Chli Windgällena, iako neznatno, prije ulaska ispod doline Chärstelenbach (Maderanertal). Odatle, tunel je usporedan s malom dolinom Etzlibach i nastavlja ispod Witenalpstocka. Glavni greben glaruških Alpi, koji je vododjelnica između Reussa i Prednje Rajne, ukrštava se ispod Chrüzlistocka, grebena s nadmorskom visinom od oko 2 700 metara u ovoj točki, koji je također granica između kantona Uri i Graubünden. Od grebena i granice, tunel se pruža usporedno u odnosu na malu dolinu Strem (Val Strem) prije prolaska ispod Sedruna i Prednje Rajne. Od dna doline, tunel nastavlja prema dolini Rein da Nalps (Val Nalps) i prolazi istočno od Lai da Nalpsa, prije križanja s ganarečkim prijevojem ispod Piz Vatgire ili, preciznije, njegovoga zapadnog vrha (2 981 metar). Ovo je najdublja točka tunela, sa slojem stijena debelim približno 2 500 metara. Od ove točke, tunel prolazi ispod doline Rein da Medel (Val Medel) i pruža se zapadno od jezera Lai da Sontga Maria. U ovoj točki, tunel se križa s granicom između kantona Graubünden i Ticino, iako zapravo ostaje u istoj dolini. Samo nakon nekoliko kilometara, tunel prolazi kroz vododjelnicu između Prednje Rajne i Ticina, malo sjeverno od Pizzo dell'Uomoa na nadmorskoj visini od oko 2 600 metara. Ova točka odgovara glavnom lancu Alpa i glavna je drenažna podjela između Rajne i Poa. Još nekoliko kilometara, tunel prolazi ispod doline Brennoa (Valle Santa Maria) prije presjecanja posljednjeg prijevoja, između Pizzo del Solea i Pizzo di Campelloa, na nadmorskoj visini od oko 2 500 metara. Od ove točke, tunel nastavlja ispod zapadnih obronaka ovog prijevoja, sve do svog kraja u Matrou. Južni izlaz/ulaz leži južno od i na ozemlju općine Bodio, samo malo istočno od Ticina, na nadmorskoj visini od 312 metara. Najbliže željezničke postaje do ulaza u tunel su Altdorf i Biasca.

## Izgradnja
AlpTransit Gotthard AG bio je zadužen za izgradnju. To je podružnica u potpunom vlasništvu Švicarskih saveznih željeznica (SBB CFF FFS).
Kako bi se vrijeme izgradnje prepolovilo, četiri pristupna tunela su izgrađena da bi izgradnja mogla početi na četirima (peto je dodato kasnije) različitim mjestima istodobno (Erstfeld, Amsteg, Sedrun, Faido i Bodio).
Dva tunela su spojena na svakih približno 325 m galerijama za povezivanje.
Vlakovi mogu zamijeniti tunele na dvjema multifunkcionalnim postajama (MFS) u Sedrunu i Faidou. Ove postaje su mjesto na kojem se čuva oprema za ventilaciju i tehnička infrastruktura te služe kao mjesto za prinudno zaustavljanje i dionica za evakuaciju u slučaju prijeke potrebe.
Pristup zedrunskoj funkcionalnoj postaji omogućen je tunelom za niveliranje pristupa koji je dug 1 km od dna doline u blizini Sedruna, na kraju kojeg dvije okomite cijevi vode 800 m ispod do osnovne razine tunela. Prijedlog izgradnje funkcionalne željezničke postaje po imenu Porta Alpina na ovom mjestu je svojedobno razmatran, ali je projekt 2007. stavljen na čekanje, a 2012. godine kao ’neisplativ’ savezne vlasti konačno ga obustavljaju.
Završno probijanje istočne cijevi zbilo se u petak, 15. listopada 2010. u 14:17 [+2.00]. Završno probijanje zapadne cijevi bilo je u srijedu, 23. ožujka 2011. godine u 12:20.
Operativna faza ispitivanja je započela 16. prosinca 2013. godine, i to na dionici dugoj 13 kilometara u južnom dijelu zapadne cijevi između Faidoa i Bodioa. Namjena je bilo testiranje infrastrukture i svih pomoćnih sustava.
Postavljanje željezničkih kolosijeka dovršeno je 31. listopada 2014. godine. Zlatna spalna, kojom je označen sami kraj kolosijeka, postavljena je tijekom događaja obilježavanja ove prekretnice u izgradnji.

## Raspodjela radova
Ugovori su dodjeljivani po sekcijama:
- Erstfeld (7,7 km duga sekcija od Erstfelda do Amstega), s dvama strojevima za bušenje tunela (TBM) koje su probijale dvije cijevi; probijanje istočne cijevi između Erstfelda i Amstega zgotovljeno je 15. lipnja 2009. godine; područje portala je iskopano na površinu, a dvije grane su dovršene bušenjem i raznošenjem
- Amsteg (11,3 km duga sekcija od Amstega do sjevernog dijela Sedruna); ARGE AGN (Strabag i Züblin Murer) sklopili su ugovor za rad na ovom sektoru;[23] Amstegova sekcija je 9. prosinca 2009. službeno dostavljena vlasniku za opremanje;[24] građevinski radovi, gradnja, beton i radovi na oblaganju su dovršeni[25]
- Sedrun (8,6 km istočne cijevi i 8,7 km zapadne cijevi u sekciji odmah sjeverno i južno od Sedruna); zajedno s radovima koje je izvodio Transco (Bilfinger SE, Implenia, Frutiger i Impresa Pizzarotti);[26][27] završno probijanje zapadne cijevi bilo je u ožujku 2011. godine;[28] građevinski radovi, izgradnja, beton i radovi na oblaganju dovršeni su na Sedrun Northu; sjeverne cijevi od Amstega do zedrunske multifunkcionalne postaje (sjeverno) predati su ugovaraču iz sustavskih željeznica Transtec Gotthard 15. rujna 2011. godine, što je nadnevak određen u rasporedu za izgradnju[29]
- Faido (13,4 km istočne cijevi i 13,6 km zapadne cijevi u sekciji od juga Sedruna do Faidoa); radovima Konzorcija TAT (Alpine Mayreder Bau, CSC Impresa costruzioni, Hochtief and Implenia i Impregilo) sekcija je dovedena u operativno stanje[30]
- Bodio (15,9 km istočne cijevi i 15,6 km zapadne cijevi u sekciji od Faidoa do Bodioa); radovima Konzorcija TAT (Alpine Mayreder Bau, CSC Impresa costruzioni, Hochtief, Implenia i Impregilo) sekcija je dovedena u operativno stanje; građevinski radovi, izgradnja, beton i radovi na oblaganju su dovršeni

## Pojedinosti
- duljina zapadnog tunela: 57,017 km
- duljina istočnog tunela: 57,104 km
- ukupna duljina svih tunela i okana: 151,840 km
- promjer svake cijevi s jednim kolosijekom: 8,83—9,58 m
- udaljenost između tunela za poprečne prijelaze: oko 325 m
- najveća visina materijala iznad tunela: 2 300 m (u Piz Vatgiri)
- početak izgradnje: 1993. (prva bušenja), 1996. (pripreme), 2003. (mehaničko iskopavanje)
- kraj izgradnje: 2016.
- puštanje u rad: lipanj 2016.
- ukupan trošak: 9 740 000 000 franaka[31] [10 100 000 000 dolara, 8 800 000 000 eura ]
- vlakova dnevno: 200—250
- sustav elektrifikacije: 15 kV; 16,7 Hz
- sigurnosna pravila: sigurnosni zahtjevi na vagonima su slični kao i u ostalim švicarskim tunelima, a primjer je mogućnost premostiti kočnicu za slučaj opasnosti; ovo je u suprotnosti s La Mancheom koji ima nekoliko jedinstvenih sigurnosnih pravila koja se tiču vlakova napravljenih po narudžbi
- količina iskopane stijene: 28 200 000 t[32] [13 300 000 m3; ekvivalentno petorima piramidama u Gizi]
- broj strojeva za probijanje tunela (TBM): 4 Herrenknecht Gripper TBM-a, strojevi s brojevima S-210 i S-211 radili su sjeverno od Bodioa do Faidoa i Sedruna i dobile su nadimak Sissi i Heidi (redom); strojevi S-229 i S-230 radili su južno od Erstfielda do Sedruna i bile su poznate kao Gabi I i Gabi II
- ukupna duljina: 440 m [uključujući i dodatnu opremu]
- ukupna masa: 3 000 t
- snaga: 5 MW
- najviše iskopano u danu: 25–30 m (u izvrsnim uvjetima stijena)
- ukupna duljina iskopana TBM-om: oko 45 km (za svaku cijev)
- proizvođač:  Herrenknecht iz Schwanaua (Njemačka)
- u razdoblju 2002.—2012. devet ljudi je izgubilo svoje živote tijekom izgradnje[33]
- iskopavanje tunela: 2004.—2011.[34][35]

## Vanjske poveznice
- Službena stranica (engl.)